# NGC 473
NGC 473 је спирална галаксија у сазвежђу Рибе која се налази на NGC листи објеката дубоког неба.
Деклинација објекта је + 16° 32' 42" а ректасцензија 1h 19m 54,9s. Привидна величина (магнитуда) објекта NGC 473 износи 12,4 а фотографска магнитуда 13,3. Налази се на удаљености од 29,8000 милиона парсека од Сунца. NGC 473 је још познат и под ознакама UGC 859, MCG 3-4-22, CGCG 459-30, IRAS 01172+1616, PGC 4785.